# 布拉格表演艺术学院电影电视学院

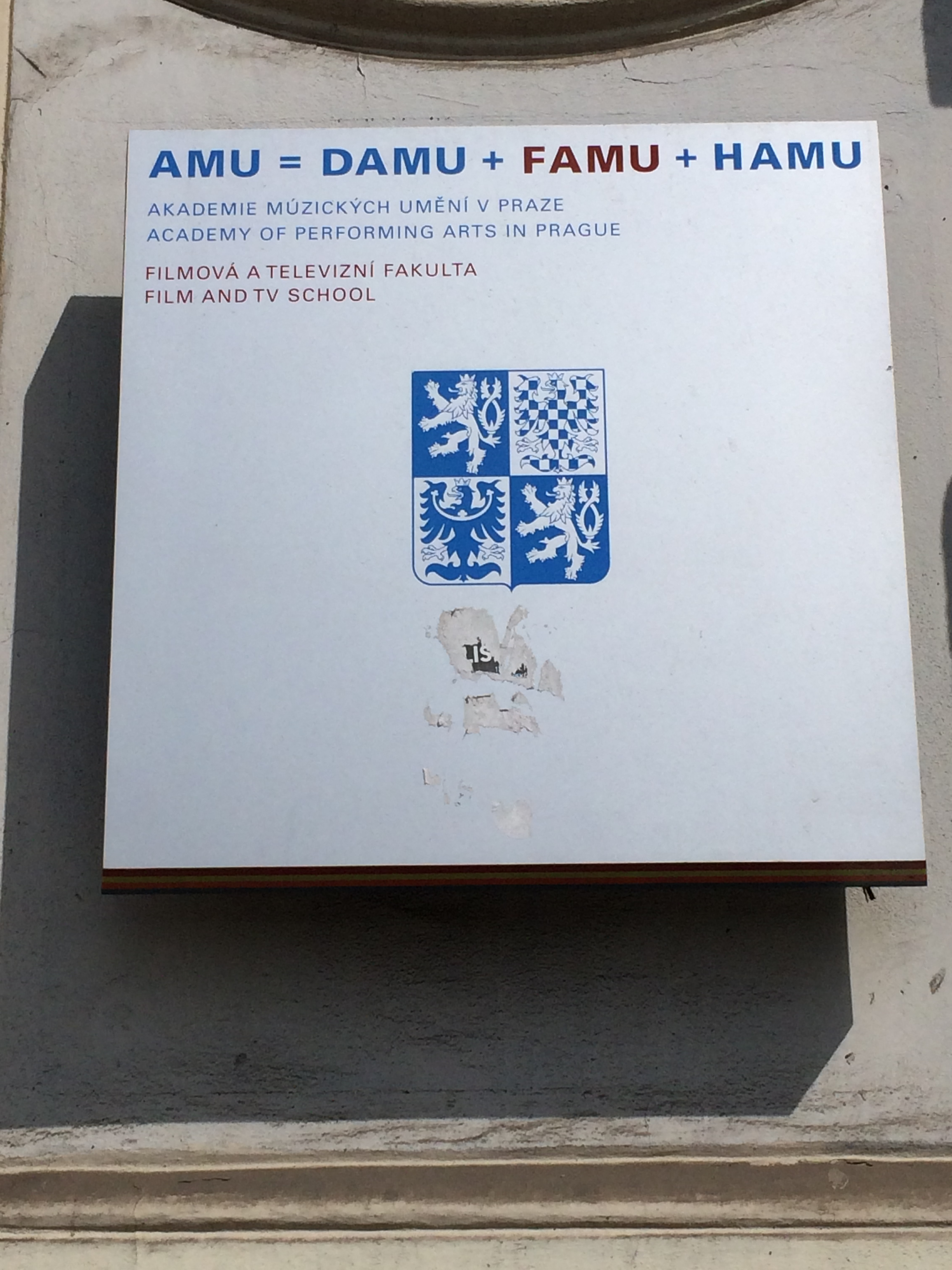
FAMU在布拉格学校大楼外的标志

布拉格表演艺术学院电影电视学院（捷克語：Filmová a televizní fakulta Akademie múzických umění v Praze，简称FAMU或布拉格表演艺术学院影视学院）是位于捷克布拉格的电影学校，成立于1946年，是布拉格表演艺术学院的三个分校之一。它是全球范围内历史上第五所电影学校。FAMU大部分课程的教学语言是捷克语，还开设一些英语课程。该学校被《好莱坞报道》多次列为世界最佳电影学校。 
在20世纪60年代和70年代，几个南斯拉夫的年轻导演都是布拉格表演艺术学院电影电视学院的学生（拉伊科·格尔里奇，赛尔吉·卡拉诺维奇，埃米尔·库斯图里卡，戈兰·马尔科维奇，高兰·帕斯卡杰维奇和洛丹·扎夫拉诺维奇）。在接下来的几十年中，所有这些导演都将非常成功，当时被人称为“布拉格电影学院派”或“布拉格浪潮”，有时被认为是南斯拉夫电影的一个重要子类。

## 历史
该学校成立于1946年至1948年之间，是布拉格表演艺术学院（AMU）的三个分支之一，是仅次于莫斯科，柏林，罗马和巴黎的世界第五古老的电影学校。该学校最初位于Havlickova街13号的4层，然后于1948年搬到Klimenská街4号的Vančura大楼，直到1960年。新学校还与捷克斯洛伐克电影学院共享了一些设施。但是，后者于1949年被捷克斯洛伐克国家电影公司的新任共产主义导演奥尔德里奇·马卡切克解散，许多工作人员于是成为了FAMU的老师。1952年，FAMU获得了Roxy电影院的资助，该电影院前身是犹太电影院，从1955年成为了电影制片厂。在学校成立初期面临着许多挑战，包括巴兰多夫制片厂电影制片人对学术课程的否定，试图关闭学校以及1948年共产党政变后AMU行动委员会的政治干预，导致两名学生被驱逐。尽管如此，学校还是幸存下来，并仿照莫斯科的格拉西莫夫电影学院设置了新的学术计划。 
1960年代被认为是FAMU的“黄金时期”，在此期间，捷克斯洛伐克新浪潮的许多主要人物都是该校的学生，包括世界著名的导演，例如米洛斯·福尔曼。FAMU也能够维持正常化时期相对自由的教育文化，抵制政权在1968年8月华沙条约入侵捷克斯洛伐克后试图将学校的计划重点放在政治宣传上。 

## 学术
布拉格表演艺术学院电影电视学院与布拉格表演艺术学院戏剧学院（DAMU）和布拉格表演艺术学院音乐与舞蹈学院（HAMU）都是布拉格表演艺术学院（AMU）的分校。2011年，该校共有112名教职员工，包括学士，硕士和博士学位课程的350名学生，其中包括80名外国留学生。截至2014年，学校有450名学生使用捷克语学习，100名学生使用英语学习。
FAMU下设11个科系：导演，纪录片制作，编剧和戏剧，动画电影，电影摄影，声音设计，剪辑，制作，摄影和FAMU视听研究中心，其重点是理论与实践相结合的当代视听。提供学士，硕士和博士学位的课程。 
该校大部分课程都以捷克语授课。某些课程用英语授课，包括：一年制的学院预科课程，侧重于理论和实践电影教学的强化；为期三个月的特别制作课程，侧重于视听作品的制作和发行的实际问题；由FAMU国际部开设的三年制硕士学位课程——数字媒体电影，该课程主要面向外国学生，主要研究剧本写作和导演工作；以及夏季工作坊。各个部门正在逐步扩展其规模，包括英语授课，这是电影摄影和摄影学系目前提供的。以英语学习的学生必须支付学费，而以捷克语提供的课程是免费的。

## 设施
FAMU的主楼位于布拉格的历史中心。校园内设FAMU制片厂，这是一个拍摄和后期制作设施，配备完善的摄影棚和电视演播室。每年秋天，FAMU都会组织一次展示学生作品的展览，称为“Famufest festival”，伴有文化节目，邀请著名电影制作人参加。 

## 国际关系
该学院是CILECT以及欧洲艺术学院联盟（ELIA）的创始成员。FAMU与国际教育交流委员会（CIEE），CET学术计划以及包括纽约大学的蒂施艺术学院，爱默生学院，雪城大学，哥伦比亚大学，耶鲁大学和加州艺术学院等组织或学校均有合作的短期课程。   

## 国际排名
《好莱坞报道》曾多次将FAMU评为世界上最好的学校之一，包括2011年世界排名第七，和2012年世界排名第11，以及两年来欧洲最好的学校。随后，该杂志将FAMU列入其“年度最佳国际电影学校”（美国以外）的年度名单中，在2014年排名第四，并在2017年未排名的“前15名”名单中。

## 师资情况
- 雅罗斯拉夫·巴利克 （1924 - 1996） [5]
- 法兰克·丹尼尔 （1926 - 1996）于1972年离开
- 卡雷尔·卡切纳 （1924 - 2004）于1972年离开
- 瓦茨拉夫·克什卡 （1900 - 1969），电影导演系主任
- 米兰·昆德拉 （生于1929年），文学讲师（1954–69） [10]
- 卡雷尔·普利卡 （1894 - 1977） [1]
- 普雷梅克·波德拉哈 （1938 - 2014）
- 布雷提斯拉夫·波哈尔 （1923 - 2012）于1972年离开
- 伊利·塞库恩斯 （1922 - 2008）
- 埃瓦尔德·绍尔姆 （ 1931 - 1988 ）
- 奥塔卡尔·瓦夫拉 （1911 - 2011）1957年起担任电影导演系主任
- 瓦茨拉夫·沃尔利切克 （1930 - 2009）

## 杰出校友
- 弗郎克·拜尔（1932 - 2006），东德电影导演，学习戏剧科学，然后电影导演（1952-57年） [11]
- 维拉·希蒂洛娃（1929–2014），捷克前卫电影导演，学习电影制作（1957–62） [12] [13]
- 卡雷尔·库德林 （生于1960年），捷克摄影师，于1983-87年在FAMU学习[14]
- 贾斯敏·迪兹达 （生于1961年），学习电影导演， [15]毕业于1989 [16]
- 佐兰·焦尔杰维奇（生于1962年），塞尔维亚导演，编剧，摄影师和制片人，住在巴西。
- 菲尔科·菲拉奇（1950–2008年），斯洛文尼亚摄影师[17]
- 米洛斯·福尔曼（1932-2018），捷克裔美国电影导演，学习编剧[2]
- 拉伊科·格里尔奇（生于1947年），南斯拉夫电影导演 [18]
- 阿格涅丝卡·霍兰 （生于1948年），波兰电影导演，1971年毕业[17]
- 扬·赫热贝克 （出生于1967年），捷克电影导演，学习剧本和剧本编辑（1987–91年） [19]
- 朱拉·亚库比斯克 （生于1938年），斯洛伐克电影导演，学习电影导演（1960–65） [20]
- 彼得·雅尔霍夫斯基（生于1966年），捷克编剧，学习编剧和剧本编辑（1987–91）
- 莉布舍·亚尔措弗亚科娃 （生于1952年），捷克日记体摄影师，1983年至1985年之间在布拉格拍摄了T-Club [21] [22]
- 沃依采克·雅斯尼 （1925–2019），捷克电影导演[23]
- 拉德克·约翰 （生于1954年），捷克新闻工作者和政治家，学习编剧，1979年毕业[24]
- 斯尔詹·卡兰诺维奇（生于1945年），南斯拉夫电影导演
- 拉尔夫·柯斯滕 （1930–1998），德国电影导演，研究电影导演（1952–56） [25]
- 米兰·昆德拉 （生于1929年），捷克裔法国作家，学习电影导演和剧本写作[10]
- 埃米尔·库斯图里卡 （生于1954年），南斯拉夫电影导演
- 马尔克塔·卢斯卡乔瓦 （生于1944年），捷克摄影师，学习摄影[26]
- 戈兰·马尔科维奇 （生于1946年），南斯拉夫电影导演
- 苏莱伊曼·梅登切维奇（生于1963年），南斯拉夫电影导演，电影摄影学硕士学位[27]
- 伊利·曼佐（生于1938年），捷克电影导演
- 扬·涅梅茨（1936–2016），捷克电影导演
- 高兰·帕斯卡杰维奇 （生于1947年），南斯拉夫电影导演
- 伊万·帕瑟（1933-2020年），捷克裔美国电影导演兼编剧
- 萨莎·佩卡里奇 （生于1965年），克罗地亚语拉比，研究艺术摄影（1985–91） [28]
- 康拉德·佩佐尔德 （1930–1999），德国电影导演[29]
- 菲利普·雷蒙达 （生于1973年），捷克纪录片导演，2005年毕业于纪录片系[30]
- 格里戈里伊·里希特斯 （生于1987年），德国电影导演和活动家，学习电影导演（2006-2007） [31]
- 埃瓦尔德·绍姆（1931-1988年），捷克电影导演，学习电影导演（1956-63）
- 卡罗尔·西东 （生于1942年），捷克剧作家、拉比，学习戏剧和编剧（1960–64）
- 托诺·斯塔诺 （生于1960年），斯洛伐克摄影师，学习摄影（1980–86） [32]
- 扬·斯维拉克 （生于1965年），捷克电影导演，学习纪录片
- 佩特·沙莱克 （生于1948年），捷克摄影师[33]
- 伍迪·瓦苏尔卡 （1937 - 2019），学习电视和电影制作[34]
- 瓦克拉夫·沃利切克（1930–2019），捷克电影导演，学习电影制作（1951–56） [35]
- 洛尔丹·扎夫拉诺维奇 （生于1944年），南斯拉夫电影导演
- 扬·扎伊切克 （生于1977年），捷克电影导演[36]
- 齐夫科·扎拉尔 （生于1948年），南斯拉夫电影摄影师
- 佩特·泽伦卡 （1967年生），捷克戏剧和电影导演，学习编剧[37]